# Pleuropogon hooverianus
Pleuropogon hooverianus är en gräsart som först beskrevs av L.D.Benson, och fick sitt nu gällande namn av Howell. Pleuropogon hooverianus ingår i släktet nickgrässläktet, och familjen gräs. Inga underarter finns listade i Catalogue of Life.